# Cross-over (fictie)
In fictieve werken is cross-over het verschijnsel dat personages uit verschillende werken samen te zien zijn in een bepaald werk. Dit soort cross-overs ziet men bijvoorbeeld in films, televisieseries, computerspellen en strips.

## Opzet
Cross-overs kunnen op verschillende manieren worden opgezet. Zo kan een crossover plaatsvinden als onderdeel van een werk, waarin de personages uit het andere werk een gastrol of cameo spelen, maar er kan ook een compleet nieuw werk worden gemaakt waarin beide personages voorkomen.
Cross-overs vinden meestal plaats tussen werken die eigendom zijn van dezelfde uitgever, schrijver of televisiezender, maar soms komt voor dat twee werken van verschillende eigenaren worden gebruikt voor een cross-over.
De mate waarin een cross-over deel uitmaakt van de continuïteit van de betrokken werken verschilt sterk. Bij een cross-over tussen gerelateerde werken die zich afspelen in hetzelfde fictieve universum, of werken die dermate sterk overeenkomen qua genre en thema dat het makkelijk aan te nemen is dat ze zich in hetzelfde fictieve universum afspelen, is de cross-over doorgaans onderdeel van de continuïteit van beide werken. Dit is bijvoorbeeld het geval bij de cross-over tussen de series CSI: Crime Scene Investigation en Without a Trace uit 2007. Indien echter meer dan duidelijk is dat beide series zich afspelen in hun eigen fictieve universum, dan is de cross-over vaak een opzichzelfstaand verhaal dat geen deel uitmaakt van de continuïteit van een van beide werken. Er zijn echter uitzonderingen, met name bij cross-overs in het sciencefictiongenre. In deze cross-overs kunnen personages uit de ene serie bijvoorbeeld afreizen naar het universum van de andere serie, waardoor het toch mogelijk is een cross-over te maken die voor beide werken deel uitmaakt van de continuïteit. Dit is bijvoorbeeld het geval bij de film The Jetsons Meet the Flintstones, waarin The Jetsons terug in de tijd reizen en in het verleden The Flintstones ontmoeten.

## Soorten cross-overs
Men onderscheidt verschillende soorten cross-overs. De bekendste drie zijn de "versus-cross-over", de "mix-cross-over" en de "cameo's".

### Versus-cross-over
In versus-cross-overs vechten twee bekende figuren tegen elkaar. Er is meestal geen duidelijke winnaar, omdat beide personages natuurlijk fans hebben die hun 'held' niet willen zien verliezen, al wordt er vaak wel stevig gestreden. De tegenstanders in versus-cross-overs hebben vaak enkele eigenschappen gemeen. Enkele voorbeelden hiervan zijn King Kong en Godzilla (beiden reusachtige prehistorische wezens die steden verwoesten), Freddy Krueger en Jason Voorhees (beiden onsterfelijke, bovennatuurlijke moordenaars die hun slachtoffers op bloedige wijze afslachten) en de Alien en de Predator (beide dodelijke ruimtewezens van de filmmaatschappij 20th Century Fox).
Voorbeelden van versus-cross-overs zijn:
Films:
- Star Wreck: In the Pirkinning (2005) (Star Trek tegen Babylon 5)
- Alien vs. Predator (2004)
- Freddy vs. Jason (2003)
- King Kong vs. Godzilla (1962)
- Frankenstein Meets the Wolf-Man (1943)

Computerspellen:
- De Aliens versus Predator-reeks.
- De Super Smash Bros.-reeks.
- Mortal Kombat vs. DC Universe
- Super Mario Bros. Crossover (2010)

Strips:
- DC vs. Marvel
- JLA/Avengers
- Kiekebanus, een eenmalig album waarin de personages van De Kiekeboes die uit de strip Urbanus (strip) ontmoeten.

### Mix-cross-over
Een gemixte cross-over combineert personages uit verschillende werken en soms ook elementen, maar op een vriendelijkere manier. In plaats van te vechten werken ze bijvoorbeeld samen om een probleem op te lossen.
De mix-cross-over wordt ook gekenmerkt door cross-overs die een groot ensemble van personages bevatten en deze meestal op komische wijze in een verhaal stoppen. Deze vorm van cross-over is vrij nieuw, de meeste gemixte cross-overs kwamen pas uit in de 21e eeuw. Een gemixte cross-over heeft vaak veel kenmerken van een parodie of satire, maar het actie/horror-avontuur Van Helsing laat zien dat dat niet voor al deze films opgaat.
Voorbeelden zijn:
Films:
- Shrek Forever After (2010)
- Shrek the Third (2006)
- Scary Movie 4 (2005)
- Shrek 2 (2004)
- Van Helsing (2004)
- Scary Movie 3 (2003)
- Shrek (2001)
- Scary Movie 2 (2001)
- Scary Movie (2000)
- Who Framed Roger Rabbit (1988)
- In Tirol gaat de ontucht vrolijk verder (1974)

Computerspellen:
- Mario + Rabbids Kingdom Battle (2017)
- Mario & Sonic op de Olympische Winterspelen (2009)
- Mario & Sonic op de Olympische Spelen (2007)
- Kingdom Hearts 2 (2005)
- Kingdom Hearts (2002)

Strips:
- The League of Extraordinary Gentlemen
- Het geheim van de kousenband
- Bij Fanny op schoot

Specials:
- Cartoon All-Stars to the Rescue (1990)

### Cameo's
Cameo's kunnen ook als cross-over worden gezien. In de film A Nightmare on Elm Street (1984) verscheen het masker van Jason Voorhees, de moordenaar uit de Friday the 13th-reeks. Omgekeerd verscheen in de negende Friday, Jason Goes to Hell: The Final Friday (1993) de geklauwde hand van Freddy Krueger, de moordenaar uit de Nightmare on Elm Street-reeks. Een ander, beroemd voorbeeld is de verschijning van de kop van het monster uit de Alien-reeks tussen de trofeeën van het monster uit Predator 2 (1990). In beide gevallen hadden de wezens later ook daadwerkelijk een treffen in een versus-film.
Nog een voorbeeld is het verschijnen van de maskers van Michael Myers uit Halloween en Jason Voorhees, de kettingzaag van Leatherface uit The Texas chainsaw massacre en de handschoen van Freddy Krueger in het begin van de film Childs play 4: Bride of Chucky waarin Chucky het ook heeft over Pinhead uit Hellraiser.

## Jay en Silent Bob
Een bekend cross-overduo wordt gevormd door Jay (Jason Mewes) en Silent Bob (Kevin Smith). Behalve in hun eigen speelfilm (Jay and Silent Bob Strike Back, 2001), speelden ze (eerder) in verschillende andere films geregisseerd door Smith (beginnend bij Clerks. (1994), maar ook in bijvoorbeeld Dogma (1999) en komen ze langs in Scream 3 (2000). Ook deden ze mee in Afromans videoclip When I Got High.

## Fanfictie
Crossovers komen veelvuldig voor in fanfictie en in mindere mate in fanfilms. Vooral cross-overs tussen ongerelateerde werken zijn populair bij fanfictieschrijvers daar een echte cross-over tussen deze werken waarschijnlijk nooit plaats zal vinden omdat beide werken eigendom zijn van een andere uitgever of producer.